# Giacomo Sani
Giacomo Sani (Massa Superiore, 18 maggio 1833 – Roma, 21 marzo 1912) è stato un militare e politico italiano.

## Massoneria

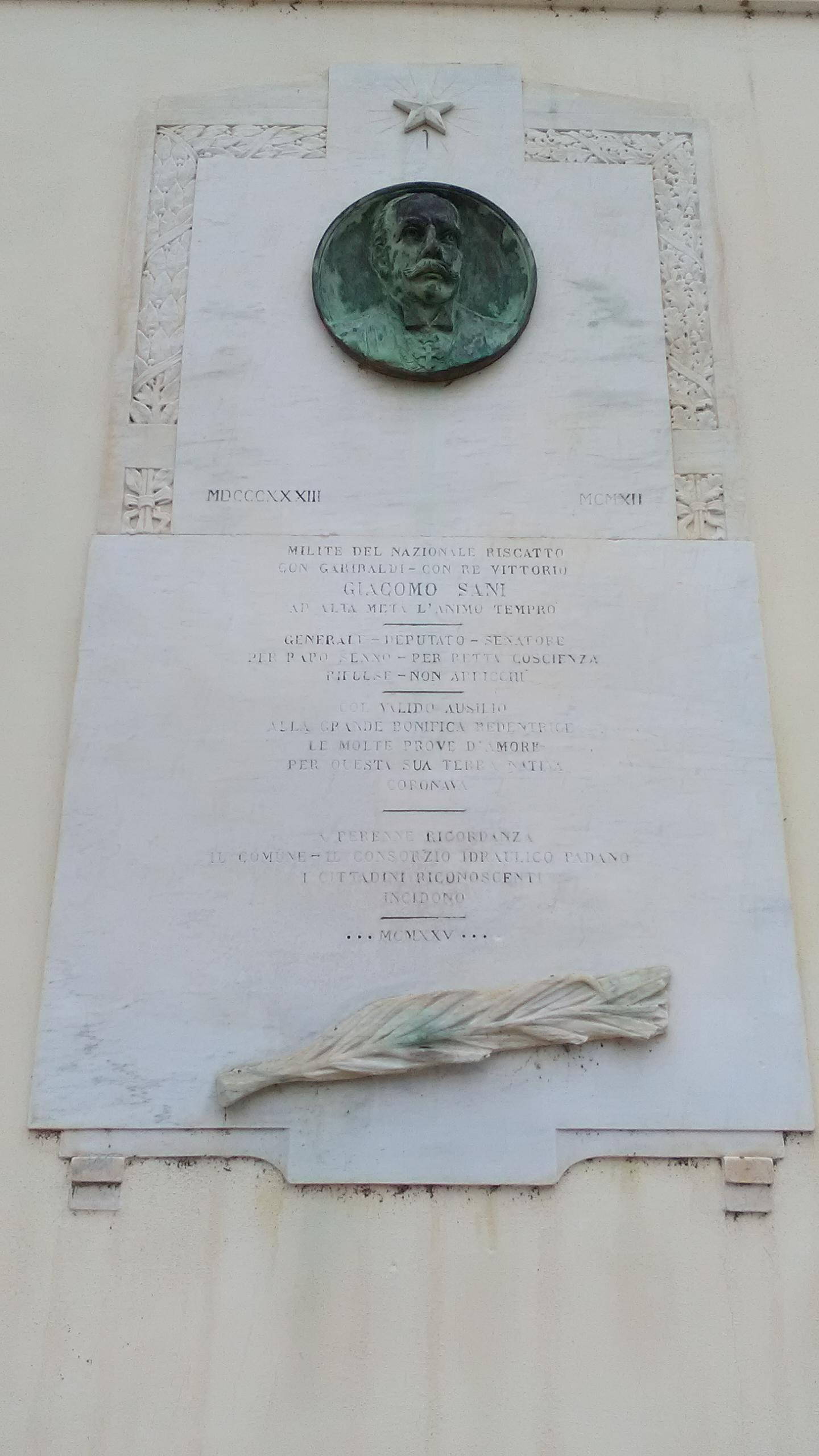
Lapide a Giacomo Sani a Castelmassa

Non si sa dove e quando fu iniziato in Massoneria, ma il 3 febbraio 1889 è stato regolarizzato Maestro massone nella Loggia Propaganda massonica di Roma, appartenente al Grande Oriente d'Italia. Il 20 gennaio 1889 ebbe il 33° e massimo grado del Rito scozzese antico e accettato. Nel 1896 fu consigliere delegato del Supremo Consiglio presso il Grande Oriente e membro della commissione di solidarietà massonica. Nel 1908 seguì la scissione ferana e fu nominato membro onorario del Supremo consiglio del Rito scozzese antico ed accettato nuovamente creato.